# Ведро Поље (Бугојно)
Ведро Поље је насељено мјесто у Босни и Херцеговини, у општини Бугојно, које административно припада Федерацији Босне и Херцеговине. Према попису становништва из 1991. у насељу је живјело 191 становника.

## Становништво
| Националност       | 1991. | 1981. | 1971. | 1961. |
| Срби               | 173   |       |       |       |
| Хрвати             | 9     |       |       |       |
| остали и непознато | 9     |       |       |       |
| Укупно             | 191   | '     | '     | '     |

| Демографија--- | Демографија--- | Демографија--- |
| Година         | Становника     | Становника     |
| -------------- | -------------- | -------------- |
| 1961.          | 0              |                |
| 1971.          | 0              |                |
| 1981.          | 0              |                |
| 1991.          | 191            |                |